# Nokia 5070
Le Nokia 5070 XpressMusic est un téléphone de l'entreprise Nokia. Il est monobloc.

## Caractéristiques
- Système d'exploitation Symbian OS S40
- GSM/EDGE
- 105,4 × 44,3 × 18,6 mm  pour 88 grammes
- Écran  128 × 160 pixels
- Batterie 820 mAh
- Appareil photo numérique : VGA
- Vibreur
- DAS : 0,84 W/kg.